# Laxmipur Patari
Laxmipur Patari – gaun wikas samiti we wschodniej części Nepalu w strefie Sagarmatha w dystrykcie Siraha. Według nepalskiego spisu powszechnego z 2001 roku liczył on 609 gospodarstw domowych i 3997 mieszkańców (1971 kobiet i 2026 mężczyzn).